# بيرسي براندت
بيرسي براندت (بالسويدية: Percy Brandt)‏ هو ممثل سويدي، ولد في 7 نوفمبر 1922 في باكستان، وتوفي في 4 ديسمبر 2005 بغوتنبرغ في السويد.

## وصلات خارجية
- بيرسي براندت على موقع IMDb (الإنجليزية)
- بيرسي براندت على موقع قاعدة بيانات الأفلام السويدية (السويدية)
- بيرسي براندت على موقع ديسكوغز (الإنجليزية)
- بيرسي براندت على موقع قاعدة بيانات الفيلم (الإنجليزية)